# Meybod
Meybod (farsi میبد) è il capoluogo dello shahrestān di Meybod, circoscrizione Centrale, nella provincia di Yazd in Iran. Aveva, nel 2006, una popolazione di 70.000 abitanti. Si trova a nord di Yazd ed è la seconda città della provincia di Yazd.

## Storia
Si tratta di una città antica che risale all'epoca pre-islamica e, di conseguenza, è la sede di molti antichi punti di interesse. La storica città di Maybod è parte della Tentative List per essere inclusa nella lista del patrimonio dell'umanità UNESCO.
Come già accennato le origini della città risalgono al periodo pre-islamico e durante la dinastia dei Muzaffaridi, è stata anche capitale della Persia e dove il primo re è nato. Vanta molti monumenti storici, tra cui la fortezza sasanide di Narin (نارین قلعه, Narin Qal'eh), una delle più antiche dell'Iran.
Molti importanti poeti, sufi, ecclesiastici e politici provengono da Meybod. Meybodi, l'autore di Kashf-ol-Asrar, il Grande ayatollah Haeri, Hossein Makki e molti altri sono vissuti a Maybod, solo per citarne alcuni.
Purtroppo alcuni dei suoi punti storici sono state demoliti dalle autorità locali che non hanno capito il valore archeologico. Eppure, ospita ogni giorno molti turisti provenienti da ogni parte del mondo.

## Monumenti
Oltre alla fortezza Narin Qaleh e alla Grande Moschea, Meybod ospita il mausoleo di Khadijeh Khâtoun, il caravanserraglio Shah-'Abbâsi, una colombaia di epoca Qajara, dei badgir, uno yakhchal di epoca safavide, un museo della ceramica e un museo del tappeto, il castello Mehrjerd.
L'ab anbar Kelar è una struttura del 1659 con quattro torri del vento. Per ottenere l'acqua è sufficiente scendere dei gradini e giungere all'interno della struttura. Si trova molto vicino al caravanserraglio.

## Galleria d'immagini

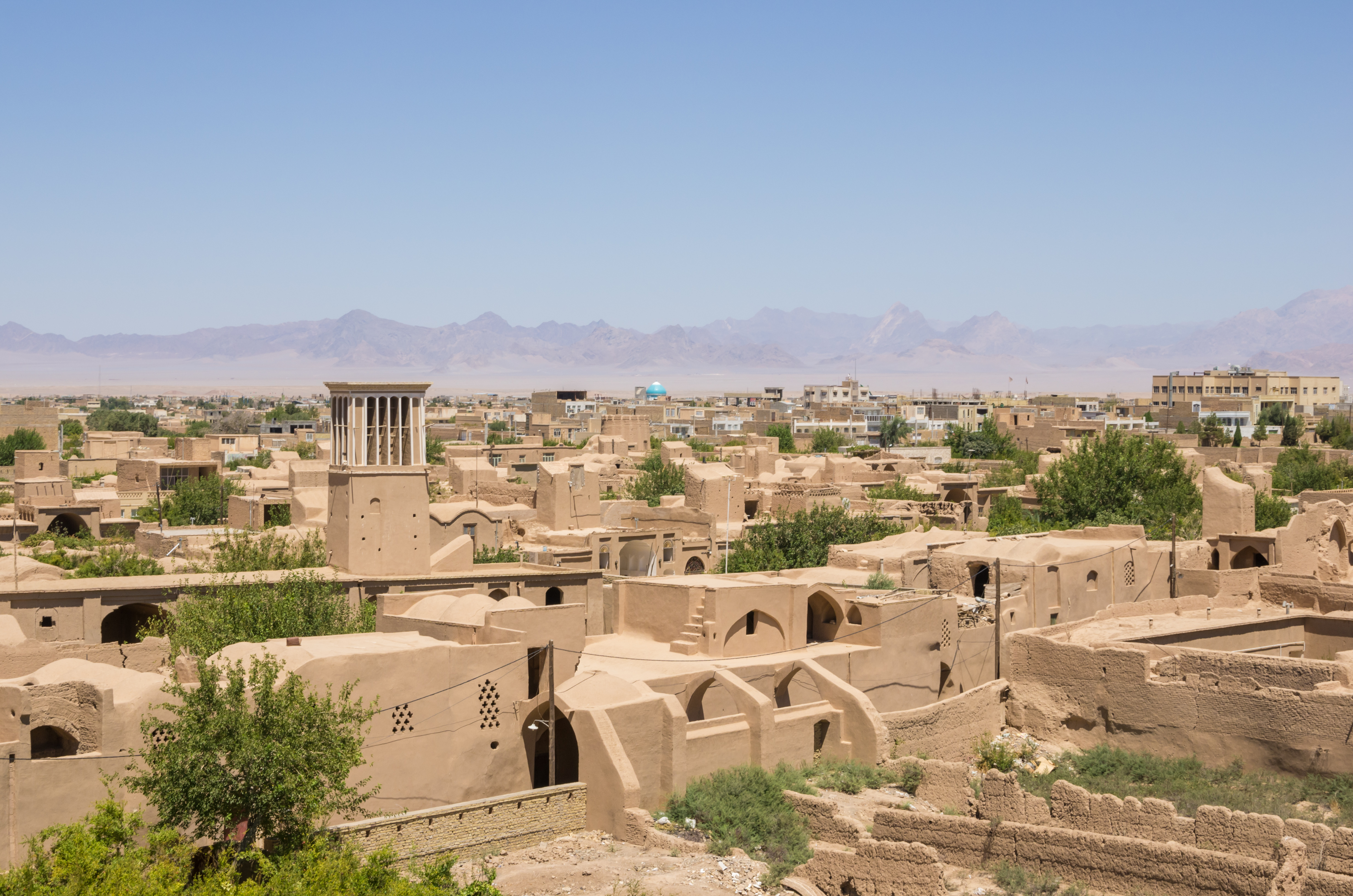
Panorama della città
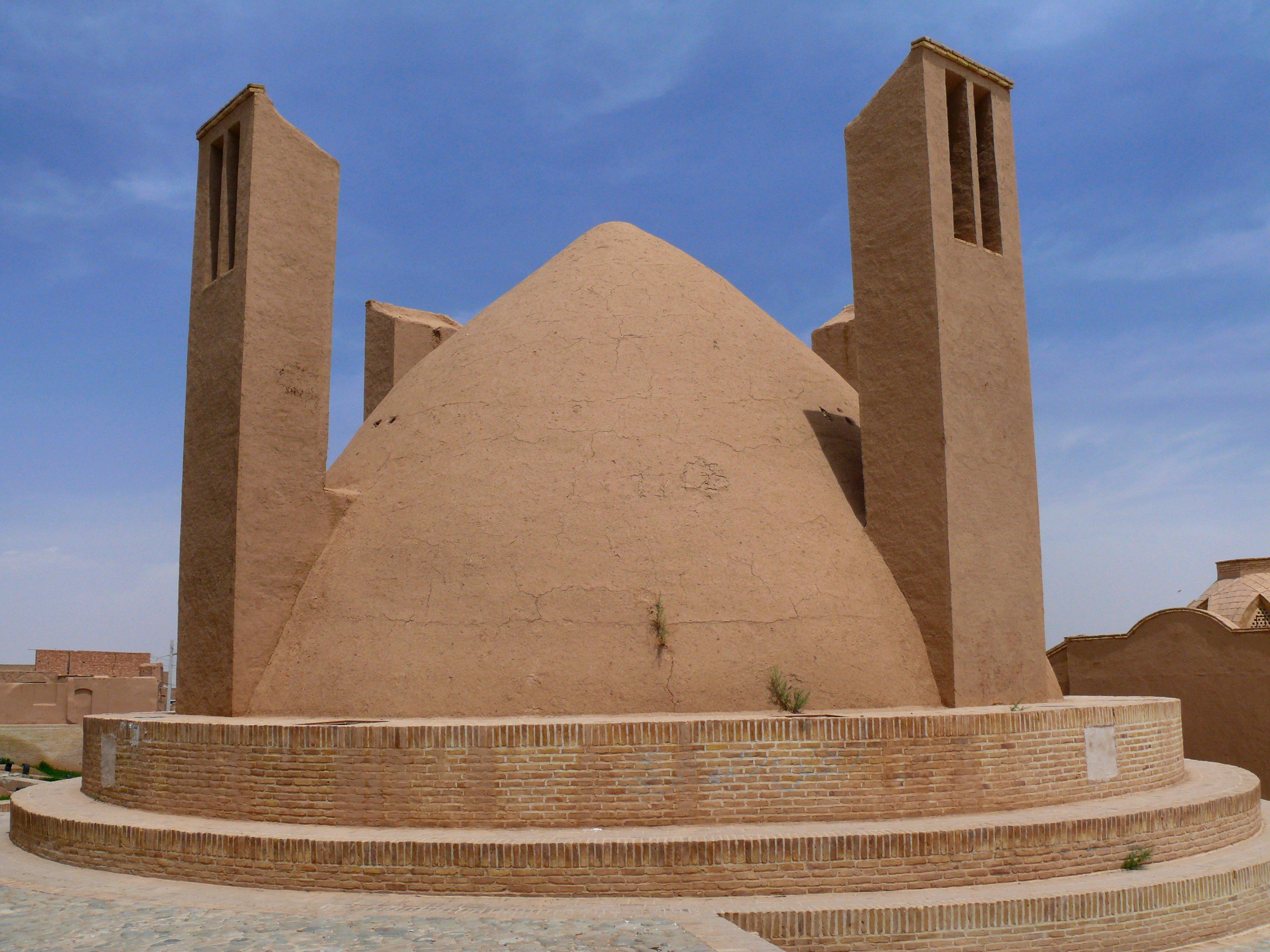
Ab anbar di Meybod
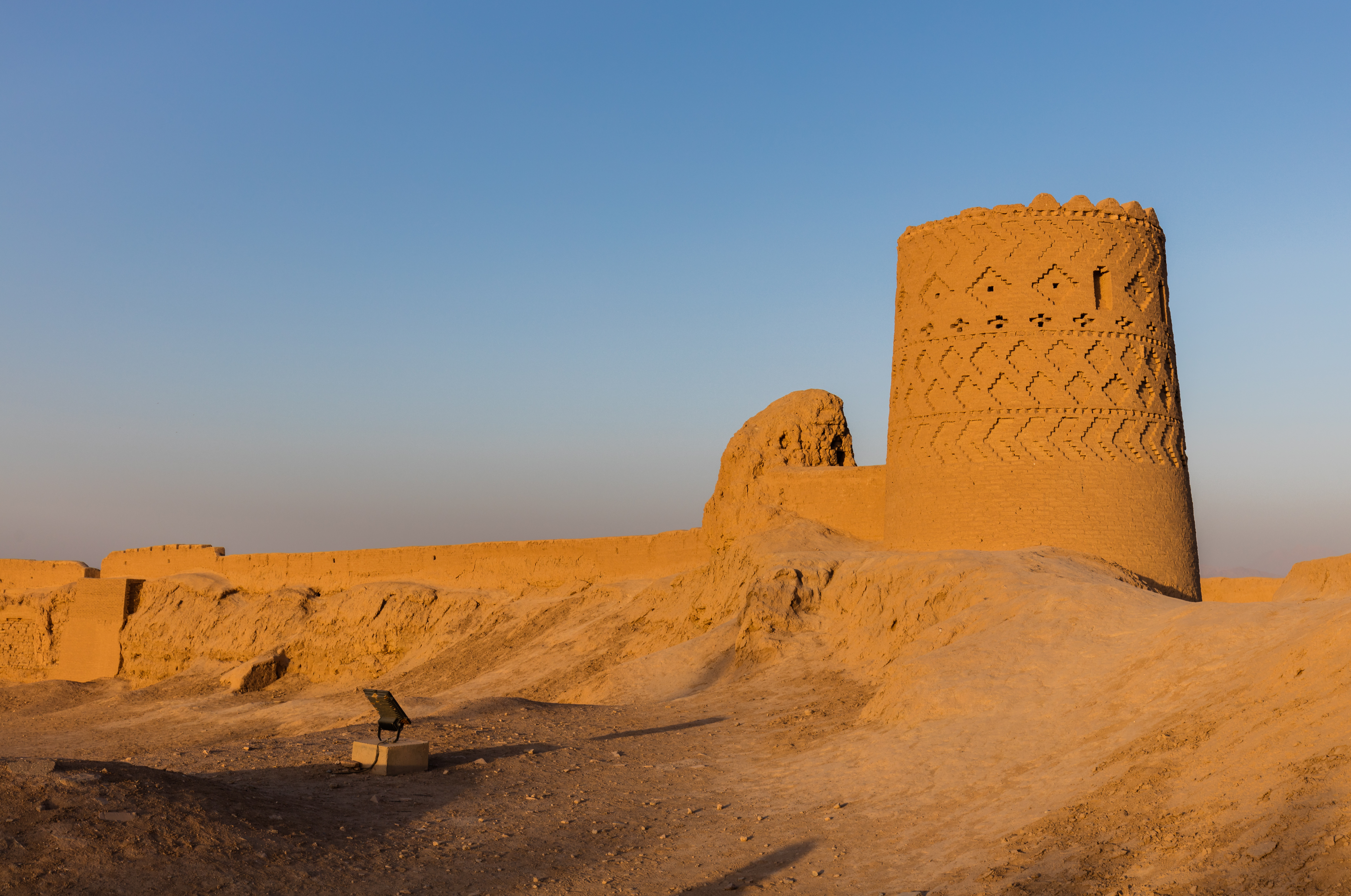
Castello di Narin
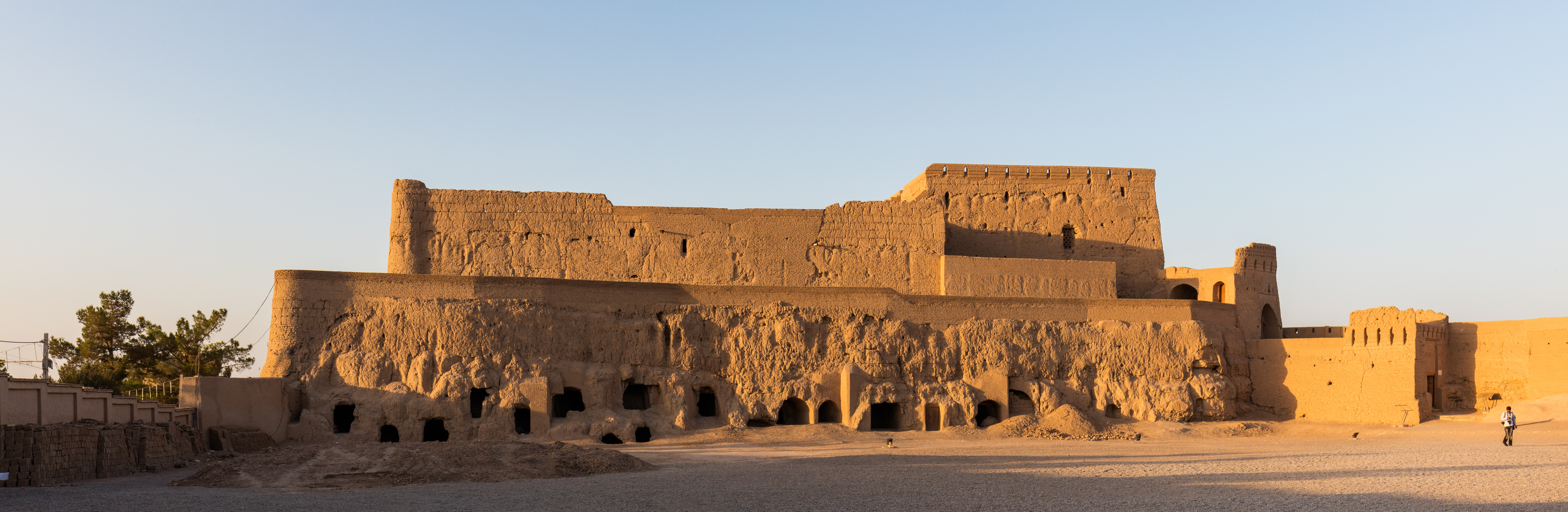
Castello di Narin
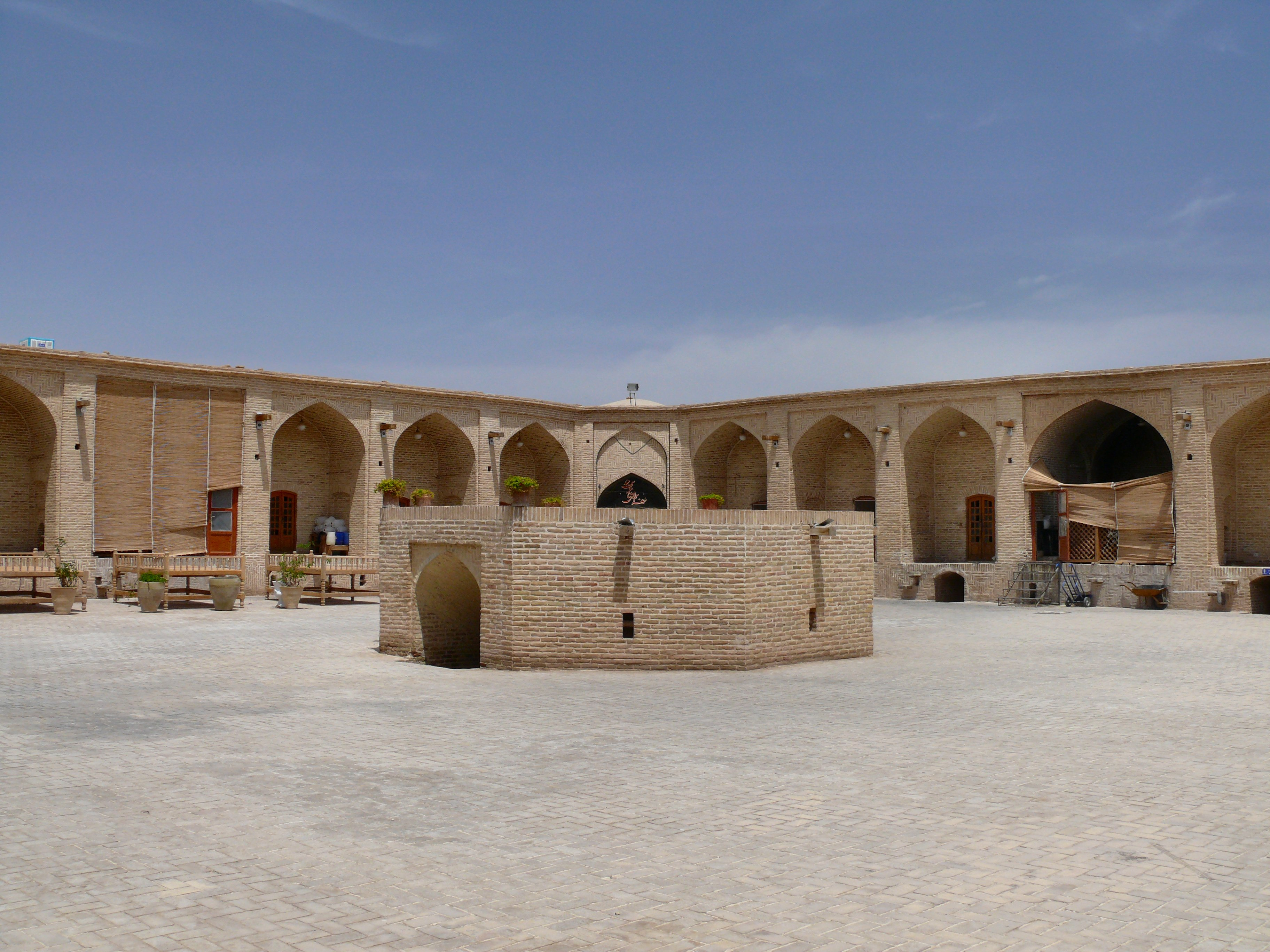
Caravanserraglio
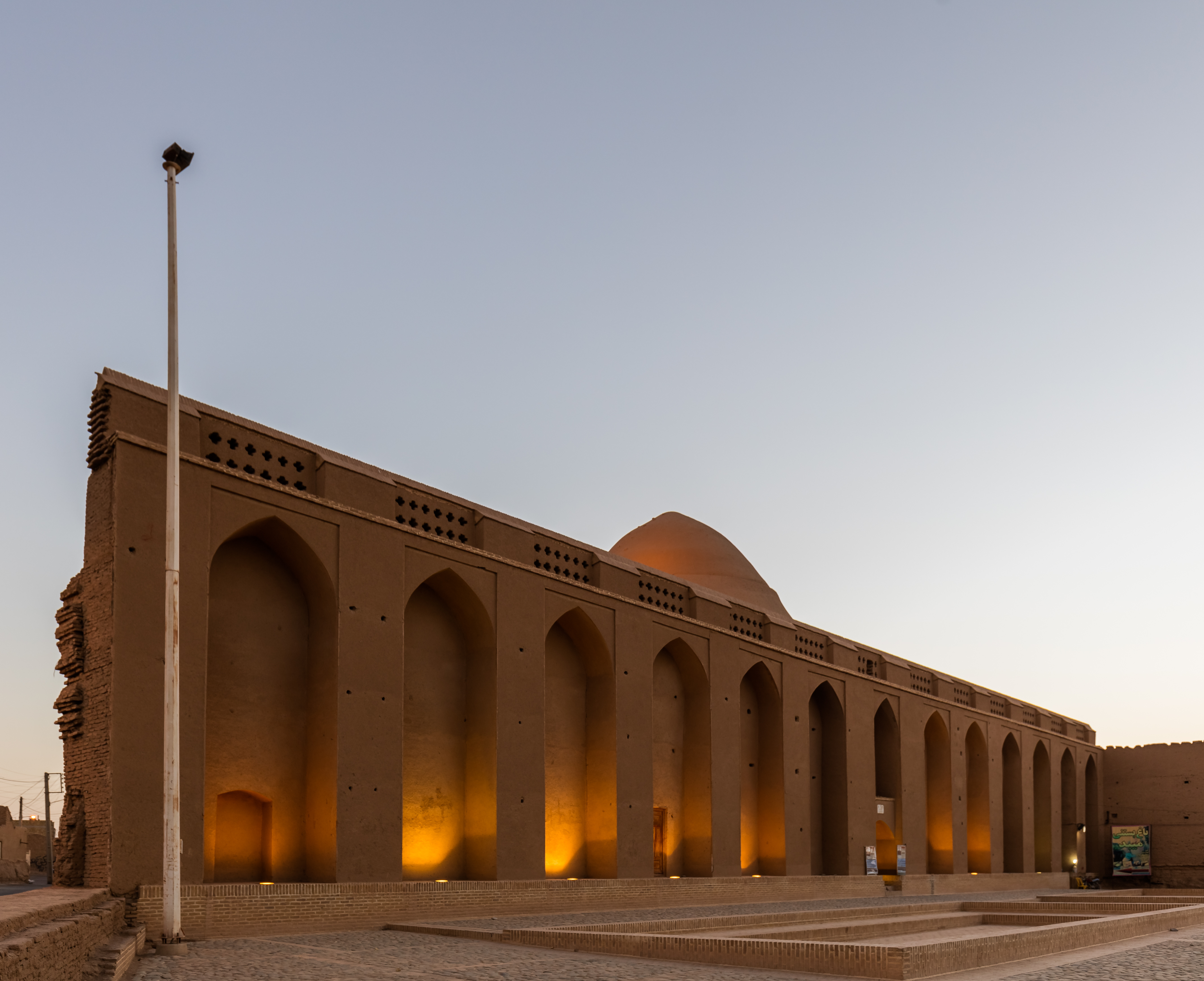
La Ghiacciaia
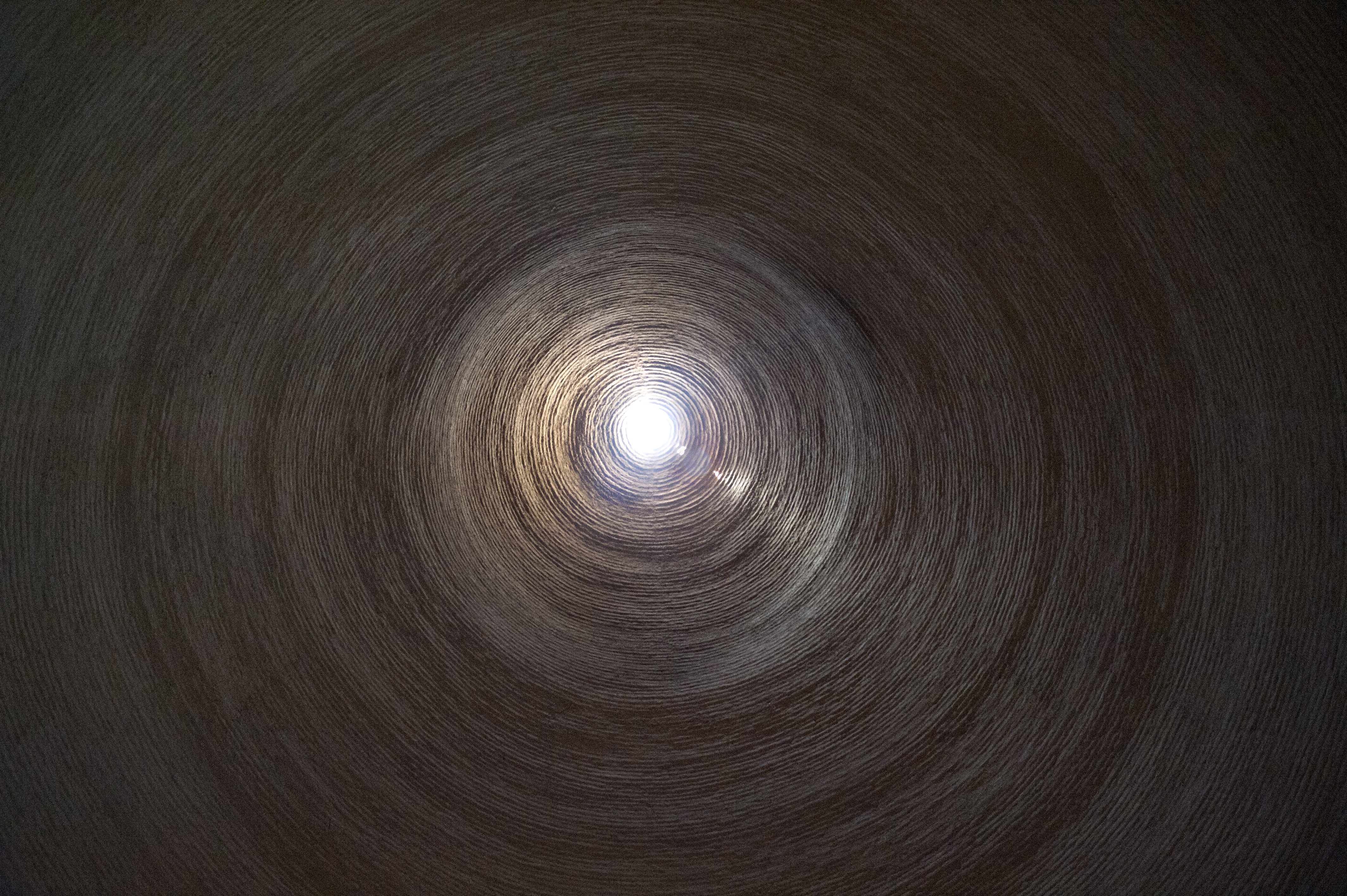
Interno della ghiacciaia
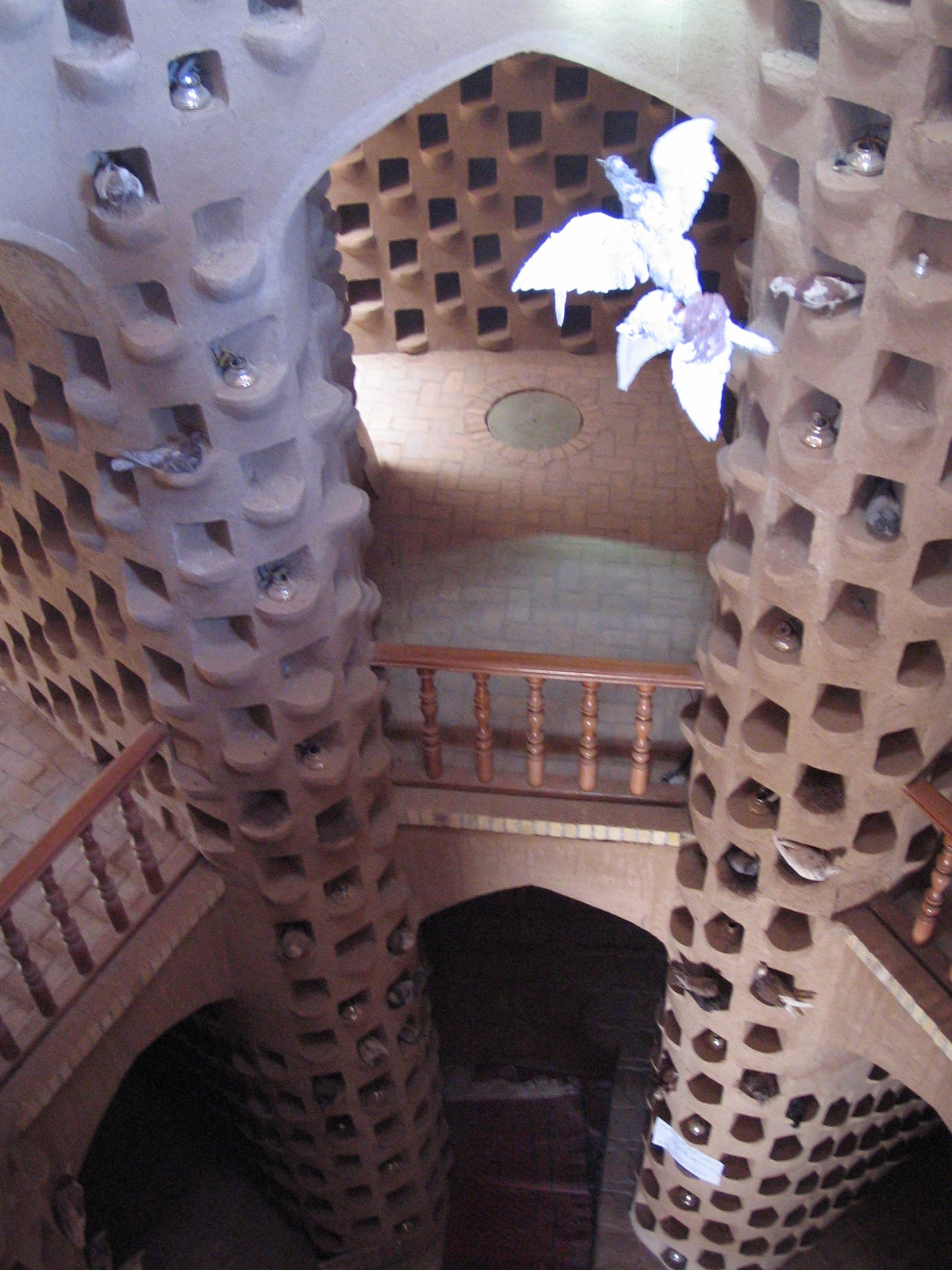
Colombaia